# نینار سلی
نینار سلی (استونیایی: Neinar Seli؛ زادهٔ ۷ دسامبر ۱۹۵۹) کارآفرین، پرتاب‌گر چکش، سیاستمدار و نماینده سابق مجلس اهل استونی است.